# Leipziger Volkszeitung
Leipziger Volkszeitung (сокр. LVZ, рус. Лейпцигская народная газета) — в настоящее время единственная региональная ежедневная газета немецкого города Лейпцига. Основанная в 1894 году, она сыграла большую роль в истории немецкого социал-демократического движения и имеет тираж порядка 182 000 экземпляров.

## История
Первое пробное издание газеты тиражом 50 000 экземпляров вышло уже 29 сентября 1894 года, и распространялось бесплатно. С 1 октября того же года газета начала выходить регулярно в только что основанной типографии нем. Buchdruckerei und Aktiengesellschaft G. Heinisch. В качестве главного редактора руководство взял на себя Бруно Шёнланк (нем. Bruno Schönlank, 1859—1901), усилиями которого Leipziger Volkszeitung превратилась в одно из ведущих социал-демократических печатных изданий Германии.
После смерти Шёнланка в октябре 1901 года издание переняли Вильгельм Блос и Франц Меринг. 1 апреля 1902 года в состав редакции газеты вошла и Роза Люксембург; однако, уже три месяца спустя она покинула её из-за конфликта с коллективом. С 1907 по 1913 годы «Лейпцигской народной газетой» руководил Пауль Ленч (нем. Paul Lensch, 1873—1926), которого затем сменил Ганс Блох (нем. Hans Bloch). В этот период газета превратилась в важнейший орган левого крыла Социал-демократической партии Германии (СПДГ), сформировавшегося вокруг Розы Люксембург.
После раскола СПДГ в 1917 году, газета перешла в собственность Независимой социал-демократической партии Германии, и после воссоединения СДПГ в 1922 году вновь выступала печатным органом партии вплоть до запрета СДПГ в 1933 году.
После окончания Второй мировой войны «Лейпцигская народная газета» стала официальным печатным органом СЕПГ для западных и северных регионов Саксонии, и — после ликвидации земельного деления в ГДР — до октября 1989 года оставалась центральным партийным печатным органом Лейпцигского округа.
В ходе реорганизации в 1991 году права собственности на газету на паритетной основе перешли к издательствам Аксель Шпрингер и Мадзак (Verlagsgesellschaft Madsack GmbH & Co. KG) из Ганновера. С 5 февраля 2009 года «Лейпцигская народная газета» на 100 % принадлежит медиагруппе Мадзак; при этом — через холдинг ddvg (нем. Deutsche Druck- und Verlagsgesellschaft), которому принадлежат 20,4 % группы — в судьбе газеты вновь участвует СДПГ.
В настоящее время газета имеет тираж порядка 182 000 экземпляров, и распространяется не только в городе Лейпциге и в одноимённом районе, но также в северной и в средней Саксонии, и в ряде прилегающих районов восточной Тюрингии (Альтенбургский район).